# Parlement du Mercosur
1re législature

Drapeau du Mercosur

Le Parlement du Mercosur (Parlamento del Mercosur en espagnol, Parlamento do Mercosul en portugais) est une institution du Mercosur, communauté économique d'Amérique du Sud. Créé juridiquement le 9 décembre 2005, sa séance inaugurale a lieu le 7 mai 2007 à Montevideo.
Ce parlement remplace la Commission parlementaire conjointe du Mercosur, créée en 1994 par le protocole de Ouro Preto.
Lors de la séance inaugurale du 7 mai 2007, il compte 90 députés : dix-huit par pays membres (Argentine, Brésil, Paraguay, Uruguay et Venezuela) qui sont nommés par leurs parlements nationaux respectifs. Les députés du Venezuela n'ont pas de droit de vote jusqu'à la fin de l'intégration de leur pays au Mercosur.
À terme, les membres de ce parlement doivent être élus au suffrage universel[réf. nécessaire].

## Liste des présidents
| Nom                    | Pays      | Début             | Fin               |
| ---------------------- | --------- | ----------------- | ----------------- |
| Alfonso González Núñez | Paraguay  | 7 mai 2007        | 25 juin 2007      |
| Roberto Conde          | Uruguay   | 25 juin 2007      | 18 décembre 2007  |
| José Pampuro           | Argentine | 18 décembre 2007  | 27 juin 2008      |
| Florisvaldo Fier       | Brésil    | 28 juin 2008      | 10 février 2009   |
| Ignacio Mendoza Unzaín | Paraguay  | 10 février 2009   | 17 août 2009      |
| Juan José Domínguez    | Uruguay   | 17 août 2009      | février 2010      |
| José Pampuro           | Argentine | février 2010      | 9 août 2010       |
| Aloizio Mercadante     | Brésil    | 9 août 2010       | 6 juin 2011       |
| Ignacio Mendoza Unzaín | Paraguay  | 7 juin 2011       | 30 juin 2013      |
| Rubén Martínez Huelmo  | Uruguay   | 1er juillet 2013  | 15 février 2015   |
| Saúl Ortega            | Venezuela | 26 février 2015   | 31 décembre 2015  |
| Jorge Taiana           | Argentine | 1er janvier 2016  | 1er décembre 2016 |
| Arlindo Chinaglia      | Brésil    | 1er décembre 2016 | 11 décembre 2017  |
| Tomás Bittar           | Paraguay  | 1er janvier 2018  | 1er janvier 2019  |
| Daniel Caggiani        | Uruguay   | 1er janvier 2019  | 1er janvier 2020  |
| Oscar Laborde          | Argentine | 1er janvier 2020  | en cours          |